# 김수종 (1958년)
김종섭(金琇鍾, 1958년 9월 20일~)은 대한민국의 정치인이다. 제8대 울산광역시의원이다.

## 학력
- 방어진초등학교 졸업
- 방어진중학교 졸업
- 신정고등학교 졸업
- 울산과학대학교 졸업

## 경력
- 동울산청년회의소 회장
- 방어진초등학교 총동창회장
- 2014년 7월 1일~2018년 6월 30일: 제6대 울산광역시 동구의회 의원
  - 2016년 7월~2018년 6월: 제6대 울산광역시 동구의회 후반기 부의장
- 2018년 7월 1일~2022년 4월 11일: 제7대 울산광역시 동구의회 의원
- 국민의힘 울산광역시당 조선산업대책위원장
- 2022년 7월 1일~: 제8대 울산광역시의회 의원
  - 2024년 7월~: 제8대 울산광역시의회 후반기 부의장
- 2025년 5월 ~2025년 6월: 제21대 대통령 선거 국민의힘 김문수 대통령 후보 울산 선거대책위원회 선거대책본부장

## 역대 선거 결과
|  | 30.52% |

|  | 26.42% |

|  | 50.65% |